# 2018-as MTV Europe Music Awards
A 2018-as MTV Europe Music Awards (röviden MTV EMA) november 4-én került megrendezésre a Bizkaia Arénában, Barakaldóban. A díjátadót Hailee Steinfeld vezette. Ez volt a harmadik alkalom, hogy a díjátadónak Spanyolország adott otthont. A jelöltek listáját október 4-én hozták nyilvánosságra. Camila Cabello kapta a legtöbb (hat) jelölést.

## Szavazási eljárás
| Kategória               | Szavazás                                     | Kezdés Dátuma | Befejezés Dátuma |
| ----------------------- | -------------------------------------------- | ------------- | ---------------- |
| Generation Change Award | Közösségi Média (Twitter, Instagram hashtag) | 23 Október    | Október 30       |
| Legnagyobb Rajongók     | Közösségi Média (részletek N/A)              | N/A           | N/A              |
| Legjobb Imidzs          | Közösségi Média (Instagram lájk)             | 31 Október    | November 4       |
| Legjobb Helyi Előadó    | Webhely/Alkalmazás                           | 4 Október     | November 3       |
| Az összes többi         | Webhely/Alkalmazás                           | 4 Október     | November 3       |

## Jelölések
A jelöléseket 2018. október 4-én jelentették be.

### Legjobb dal
- Ariana Grande – "No Tears Left to Cry"
- Bebe Rexha (feat Florida Georgia Line) – "Meant to Be"
- Camila Cabello (feat Young Thug) – "Havana"
- Drake – "God's Plan"
- Post Malone (feat 21 Savage) – "Rockstar"

### Legjobb videó
- Ariana Grande – "No Tears Left to Cry"
- Camila Cabello (feat Young Thug) – "Havana"
- Childish Gambino – "This Is America"
- Lil Dicky (feat Chris Brown) – "Freaky Friday"
- The Carters – "APESHIT"

### Legjobb Előadó
- Ariana Grande
- Camila Cabello
- Drake
- Dua Lipa
- Post Malone

### Legjobb új előadó
- Anne-Marie
- Bazzi
- Cardi B
- Hayley Kiyoko
- Jessie Reyez

### Legjobb pop előadó
- Ariana Grande
- Camila Cabello
- Dua Lipa
- Hailee Steinfeld
- Shawn Mendes

### Legjobb elektronikus előadó
- Calvin Harris
- David Guetta
- Marshmello
- Martin Garrix
- The Chainsmokers

### Legjobb rock
- 5 Seconds of Summer
- Foo Fighters
- Imagine Dragons
- Muse
- U2

### Legjobb alternatív
- Fall Out Boy
- Panic! at the Disco
- The 1975
- Thirty Seconds to Mars
- Twenty One Pilots

### Legjobb hiphop
- Drake
- Eminem
- Migos
- Nicki Minaj
- Travis Scott

### Legjobb élő előadás
- Ed Sheeran
- Muse
- P!nk
- Shawn Mendes
- The Carters

### Legjobb színpadi fellépés
- Clean Bandit
- Charli XCX
- David Guetta
- Jason Derulo
- Post Malone
- Migos
- J. Cole
- Nick Jonas
- Alessia Cara

### Legjobb Push előadó
- PRETTYMUCH
- Why Don't We
- Grace VanderWaal
- Bishop Briggs
- Superorganism
- Jessie Reyez
- Hayley Kiyoko
- Lil Xan
- Sigrid
- Chloe x Halle
- Bazzi
- Jorja Smith

### Legnagyobb Rajongók
- BTS
- Camila Cabello
- Selena Gomez
- Shawn Mendes
- Taylor Swift

### Legjobb Megjelenés
- Cardi B
- Dua Lipa
- Migos
- Nicki Minaj
- Post Malone

### Generation Change Award
- Sonita Alizadeh
- Hauwa Ojeifo
- Xiuhtezcatl "X" Martinez
- Mohamad Al Jounde
- Ellen Jones

### Globális Ikon
- Janet Jackson

## Regionális jelölések

### Europe

#### Legjobb brit előadó
- Anne-Marie
- George Ezra
- Little Mix
- Stormzy
- Dua Lipa

#### Legjobb dán előadó
- Soleima
- Skinz
- Bro
- Sivas
- Scarlett Pleasure

#### Legjobb finn előadó
- SANNI
- Evelina
- Mikael Gabriel
- JVG
- Nikke Ankara

#### Legjobb norvég előadó
- Alan Walker
- Kygo
- Astrid S
- Sigrid
- Tungevaag & Raaban

#### Legjobb svéd előadó
- Avicii
- Axwell & Ingrosso
- Benjamin Ingrosso
- Felix Sandman
- First Aid Kit

#### Legjobb német előadó
- Bausa
- Feine Sahne Fischfilet
- Mike Singer
- Namika
- Samy Deluxe

#### Legjobb holland előadó
- Maan
- $hirak
- Ronnie Flex
- Naaz
- Bizzey

#### Legjobb belga előadó
- Dimitri Vegas & LIke Mike
- Emma Bale
- Angèle
- Warhola
- DVTCH NORRIS

#### Legjobb svájci előadó
- Zibbz
- Lo & Leduc
- Hecht
- Loco Escrito
- Pronto

#### Legjobb francia előadó
- Louane
- Dadju
- Vianney
- OrelSan
- BigFlo & Oli

#### Legjobb olasz előadó
- Annalisa
- Ghali
- Calcutta
- Liberato
- SHADE

#### Legjobb spanyol előadó
- Belako
- Brisa Fenoy
- Love of Lesbian
- Rosalía
- Viva Suecia

#### Legjobb portugál előadó
- Diogo Piçarra
- Bárbara Bandeira
- Blaya
- Carolina Deslandes
- Bispo

#### Legjobb lengyel előadó
- Brodka
- Dawid Podsiadło
- Margaret
- Natalia Nykiel
- Taconafide

#### Legjobb orosz előadó
- Eldzhey
- PHARAOH
- Monetochka
- WE
- Jah Khalib

#### Legjobb magyar előadó
- Follow the Flow
- Margaret Island
- Wellhello
- Caramel
- Halott Pénz

#### Legjobb izraeli előadó
- Nadav Guedj
- Anna Zak
- Noa Kirel
- Stephane Legar
- Peled

### Afrika

#### Legjobb afrikai előadó
- Shekhinah
- Tiwa Savage
- Nyashinski
- Fally Ipupa
- Davido
- Distruction Boyz

### Ázsia

#### Legjobb indiai előadó
- Raja Kumari ft. Divine
- Monica Dogra & Curtain Blue
- Skyharbor
- Nikhil
- Big Ri and Meba Ofilia

#### Legjobb japán előadó
- Daoko
- Glim Spanky
- Little Glee Monster
- Wednesday Campanella
- Yahyel

#### Legjobb koreai előadó
- Cosmic Girls
- (G)I-dle
- Golden Child
- Loona
- Pentagon

#### Legjobb délkelet-ázsiai előadó
- Afgan
- Joe Flizzow
- The Sam Willows
- Slot Machine
- Minh Hang
- IV of Spades
- Twopee Southside

#### Legjobb kínai előadó
- Loura Lou
- Stringer Zhang
- Silence Wang
- LaLa Hsu
- Alex To

### Ausztrália & Új-Zéland

#### Legjobb ausztrál előadó
- Tkay Maidza
- Amy Shark
- Dean Lewis
- Peking Duk
- The Rubens

#### Legjobb új-zélandi előadó
- Stan Walker
- Kimbra
- Mitch James
- Robinson
- Thomston

### Amerika

#### Legjobb brazil előadó
- Anitta
- Pabllo Vittar
- Ludmilla
- ALOK
- IZA

#### Legjobb latin-amerikai (Észak) előadó
- Mon Laferte
- Sofía Reyes
- Ha*Ash
- Reik
- Molotov

#### Legjobb latin-amerikai (közép) előadó
- J Balvin
- Karol G
- Maluma
- Manuel Turizo
- Sebastián Yatra

#### Legjobb latin-amerikai (dél) előadó
- Duki
- Lali
- Los Auténticos Decadentes
- Paulo Londra
- TINI

#### Legjobb kanadai előadó
- Drake
- Shawn Mendes
- The Weeknd
- Alessia Cara
- Arcade Fire

#### Legjobb amerikai előadó
- Ariana Grande
- Cardi B
- Post Malone
- Camila Cabello
- Imagine Dragons

## Előadások

### Elő-show
| Előadó(k)   | Dal(ok)  |
| Elő-show    | Elő-show |
| ----------- | -------- |
| Sofía Reyes | N/A      |

### Fő műsor
| Előadó(k)           | Közreműködik             | Dal(ok)                  |
| ------------------- | ------------------------ | ------------------------ |
| Alessia Cara        | Alessia Cara             | "Trust My Lonely"        |
| Bebe Rexha          | Bebe Rexha               | N/A                      |
| Hailee Steinfeld    | Hailee Steinfeld         | N/A                      |
| Halsey              | Halsey                   | N/A                      |
| Jack & Jack         | Jack & Jack              | "No One Compares to You" |
| Janet Jackson       | Janet Jackson            | Válogatás                |
| Jason Derulo        | David Guetta Nicki Minaj | "Goodbye"                |
| Little Mix          | Nicki Minaj              | "Woman Like Me"          |
| Marshmello          | Anne-Marie Bastille      | "Friends" "Happier"      |
| Nicki Minaj         | Nicki Minaj              | N/A                      |
| Panic! at the Disco | Panic! at the Disco      | "High Hopes"             |
| Rosalía             | Rosalía                  | N/A                      |

## Díjátadók
- Michael Peña and Diego Luna
- Lindsay Lohan
- Anitta
- Debby Ryan
- Ashlee Simpson and Evan Ross